# Sceloporus cowlesi
Sceloporus cowlesi là một loài thằn lằn trong họ Phrynosomatidae. Loài này được Lowe & Norris mô tả khoa học đầu tiên năm 1956.